# Kršćanstvo u 354.
◄◄ | ◄ | 351. | 352. | 353. | 354.  | 355. | 356. | 357. | ► | ►►
Astronomija • Književnost • Kršćanstvo
Kršćanstvo u 354.

## Svijet

### Rođenja
- 13. studenog – Sveti Augustin († 430.)

## Vanjske poveznice
|  | Zajednički poslužitelj ima još gradiva o temi Kršćanstvo u 354. |